# Verano Brianza
Verano Brianza är en ort och kommun i provinsen Monza e Brianza i regionen Lombardiet i Italien. Kommunen hade 9 280 invånare (2018).